# Pa Tepaeru Teariki Upokotini Marie Ariki
Pa Tepaeru Teariki Upokotini Marie Ariki (API : /paːtepaerutearikiuːpokotinimariariki/), de son nom d'état civil Marie Peyroux, épouse Napa, mais plus connue sous le nom de Pa Marie, est née en septembre 1947. Elle est la descendante par sa mère de la fameuse lignée des Pa ariki et par son père d'un marin Corrézien, Jean Dominique Peyroux, qui s'installa à Rarotonga au début du XXe siècle,. Elle est l'une des deux ariki en titre de la tribu (vaka) de Takitumu sur l'île de Rarotonga aux îles Cook. Aînée de la famille, elle est intronisée le 27 juin 1991 au titre de Pa Ariki (48e du nom), à la suite du décès de sa mère Pa Tepaeru Terito Ariki. En 1992, elle est élue présidente de la Chambre des Ariki, fonction qu'elle occupera jusqu'en 2002, remplacée par Tou Travel Ariki (Mitiaro). En 1993, elle participe avec son beau-père Tom Davis aux expéditions vers Tahiti et les Samoa sur les deux pirogues traditionnelles (vaka), Takitumu et Teauotonga.
Elle a connu depuis 1998 et « l'affaire de l'hôtel Sheraton », diverses procédures en destitution de la part de sa sœur cadette, Kairangi Elisabeth Henderson ainsi que d'autres membres de la famille Pa. Ces procédures ont jusqu'à aujourd'hui toujours échoué, la Haute Cour d'Avarua ayant confirmé Pa Marie à son titre de Pa Ariki. En 2002, elle est nommée consul des îles Cook à Auckland, poste qu'elle conserve jusqu'en mars 2008. 
Elle épouse en 1968 le fils de Tinomana Napa Tauei Ariki, ariki de Puaikura de 1978 à 1991. Elle aura avec lui quatre enfants : Noeline Teaurima, Princess Salamasina, Prince Samuela, Napa. Bien que sa mère soit de foi Baha'i, elle décide à l'instar de son époux de devenir Témoin de Jéhovah. 
En 2003, elle est élevée par Élisabeth II au titre d'officier de l'Ordre de l'Empire britannique (OBE).